# Гурамишвили, Софико
Софико Гурамишвили (груз. სოფიკო გურამიშვილი; род. 1 января 1991 года, Тбилиси) — нидерландская, ранее грузинская (до 2019 года) шахматистка, гроссмейстер среди женщин (2009), международный мастер (2012).
В июле 2015 года вышла замуж за нидерландского гроссмейстера Аниша Гири. В браке родились два сына и одна дочь.
Участница 2-х чемпионатов мира среди девушек, 8-и личных чемпионатов Европы (2007, 2009—2015; лучшее достижение — 19 место в 2014 году) и чемпионата мира среди женщин 2015 года (выбыла из борьбы в первом круге, уступив соотечественнице Л. Джавахишвили).
В составе команды «Вечерние новости Циньхуандао» участница клубного чемпионата Китая 2013 года.

## Изменения рейтинга
| Графики недоступны из-за технических проблем. См. информацию на Фабрикаторе и на mediawiki.org. |